# UNICEF
UNICEF (United Nations International Children’s Emergency Fund) je agencija Ujedinjenih naroda koja skrbi o kvaliteti životnog standarda djece i omladine. Financira se u cijelosti dobrovoljnim prilozima vlada i fondacija, te tvrtki i građana. Brojne osobe iz javnog života pomažu rad UNICEF-a kao veleposlanici dobre volje. UNICEF je aktivan u 192 članice Ujedinjenih naroda, a neke od aktivnosti organizacije uključuju pružanje imunizacije, administraciju liječenja djece i majki oboljelih od HIV-a, promociju obrazovanja, te unaprjeđenje dječjeg nutricionizma.
UNICEF je utemeljen 11. prosinca 1946. godine na Osnivačkoj skupštini Ujedinjenih naroda. Iako je 1953. godine ime promijenjeno u Fond Ujedinjenih naroda za djecu (United Nations Children's Fund) jer se agencija usmjerila i na provedbu dugoročnih programa za dobrobit djece u vrijeme mira, zadržana je poznata pokrata.
Prvotni naum osnivanja fonda bila je pomoć djeci Europe nakon završenog Drugog svjetskog rata. S godinama UNICEF-ova zadaća se mijenjala. Nakon Europe, UNICEF je usmjerio svoju pomoć na druge dijelove svijeta, kako bi pomogao djeci u Africi, Aziji, Južnoj Americi. UNICEF-ova pomoć je ponovno usmjerena na Europu, i to na njen istočni dio nakon pada socijalizma u tom dijelu Europe.
Godine 2018. UNICEF je pomogao rođenju 27 milijuna djece i omogućio davanje pentavalentnih cjepiva preko 65 milijuna novorođenčadi.
UNICEF ima preko 150 državnih ureda i sjedišta te 34 nacionalna komiteta. Postoji sedam UNICEF-ovih regionalnih ureda, u Panami, Ženevi, Bangkoku, Nairobiju, Ammanu, Katmanduu i Dakaru. Organizacija ima i svoj ured u Hrvatskoj.
UNICEF je 1965. godine bio dobitnik Nobelove nagrade za mir.

## Vanjske poveznice
- Službena stranica